# Myrmica tenuispina
Myrmica tenuispina är en myrart som beskrevs av Mikhail Dmitrievich Ruzsky 1905. Myrmica tenuispina ingår i släktet rödmyror, och familjen myror. Inga underarter finns listade i Catalogue of Life.